# Ghadżarije-je Do
Ghadżarije-je Do (perski: قجريه دو) – wieś w Iranie, w ostanie Chuzestan. W 2006 roku miejscowość liczyła 153 mieszkańców w 27 rodzinach.